# 九鬼町
九鬼町（くきちょう）は、三重県尾鷲市の町名。かつては九木とも書かれた。太平洋の熊野灘にある九鬼湾（九木湾）に面しており、ブリ定置網における「日本三大漁場」の一つとされていた。

## 地理
尾鷲市の南東部に位置する。集落は熊野灘にある九鬼湾に南面し、三方を山に囲まれている。集落の北側には八鬼山山系の頂山などがある。1975年（昭和50年）には集落を除く半島部分全域が吉野熊野国立公園に追加指定された。
九鬼湾の奥部にはJR紀勢本線九鬼駅があり、九鬼駅前を国道311号が通っている。
海洋
- 熊野灘
- 九鬼湾

岬
- 九木崎[10]
- ナサ崎[10]

山岳
- 八鬼山（647 m）[11]
- 頂山（397.9 m）[10]
- 谷ノ山

滝
- おこちの滝[12]

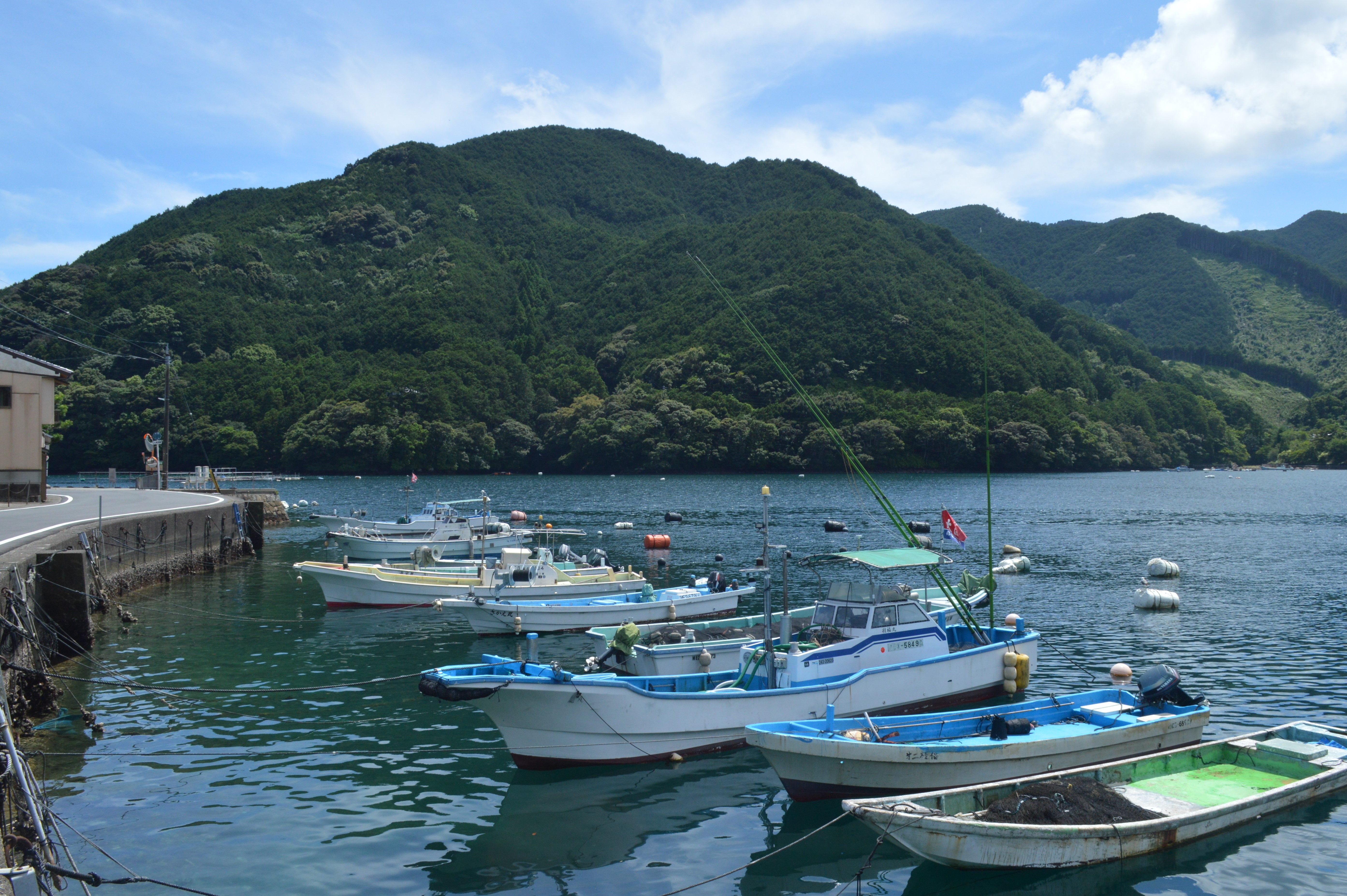
九鬼湾
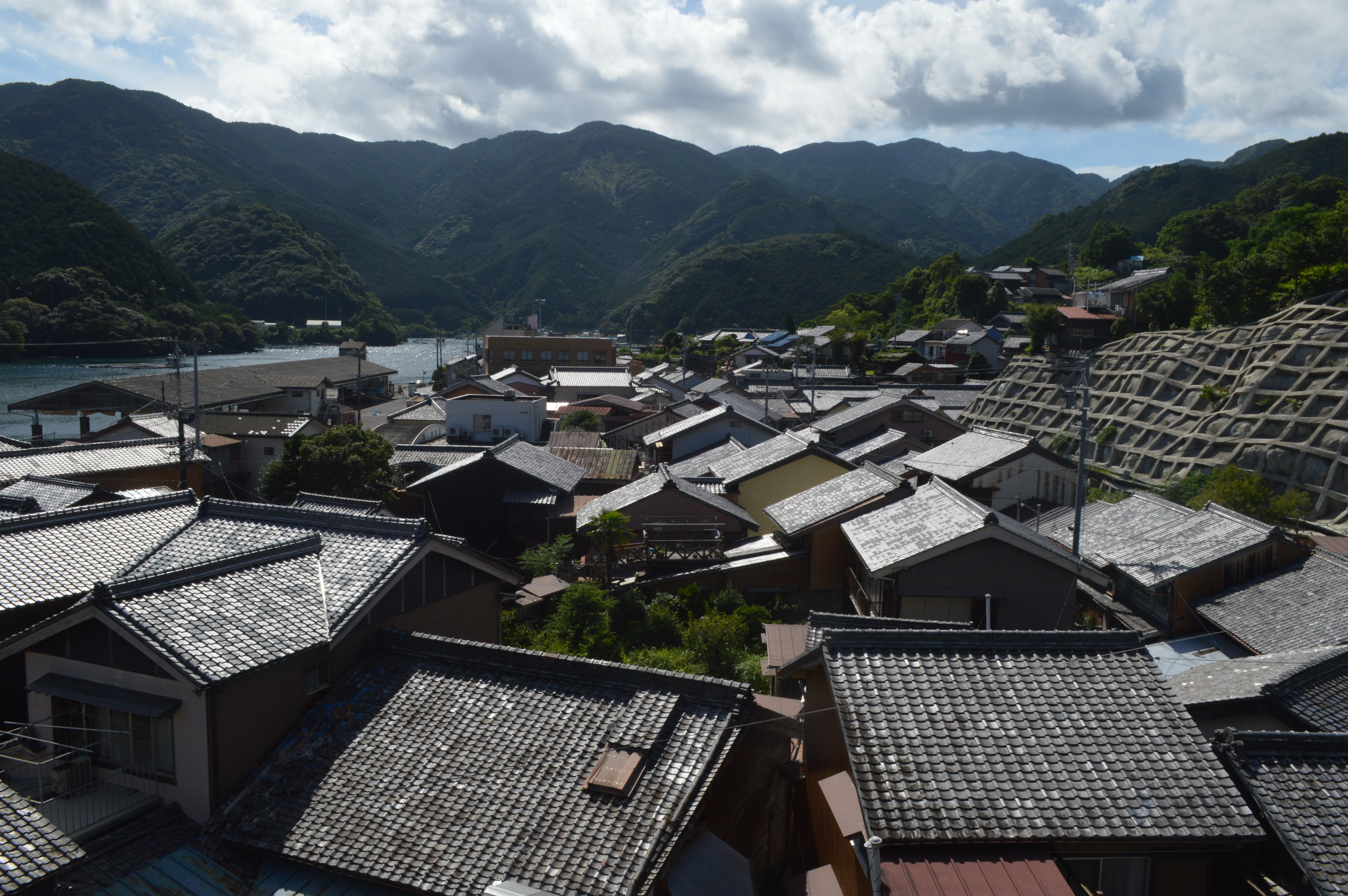
九鬼集落

北は南浦・行野浦、南は早田町、西は名柄町と接する。

## 歴史

### 中世

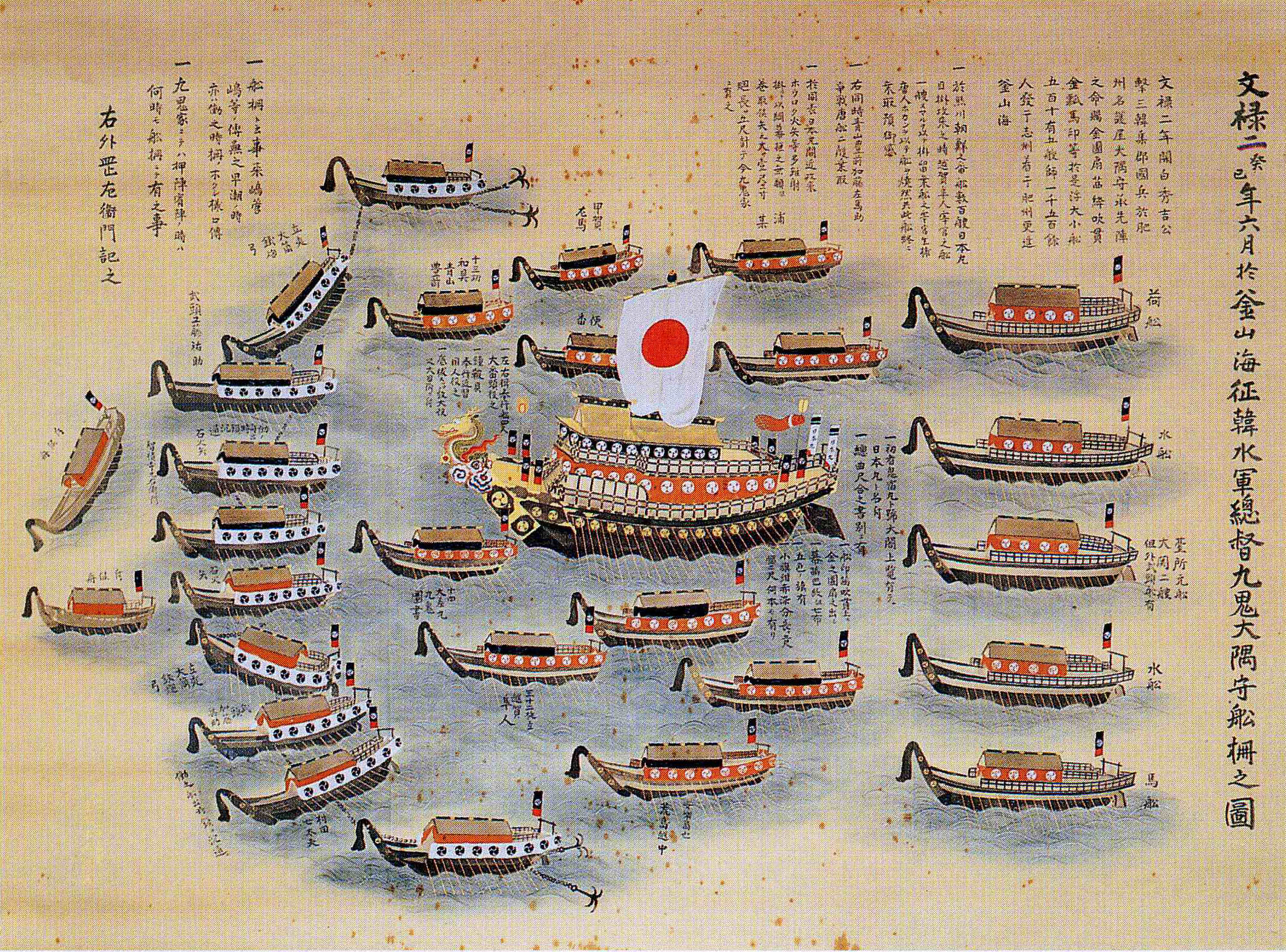
九鬼水軍

鎌倉時代には志摩国の荘園として九木荘があった。九鬼水軍で知られる九鬼氏の発祥地であり、初代・藤原隆信は北朝の攻撃を受けて伊勢国佐倉（現・四日市市）から当地に移り、当地の地名を取って九鬼氏を名乗ったとする説がある。隆信の代から九鬼水軍はあり、熊野灘で海賊行為をしていたが、3代・隆房の次男・隆良が波切（現・志摩市大王町波切）に進出し、城砦を築いた。戦国時代には九鬼嘉隆が戦国大名に成長して鳥羽城主となった。

### 近世
江戸時代には紀伊国牟婁郡に属しており、紀州藩領の尾鷲組に区分されていた。古くは九木村と呼ばれていたが、寛文年間（1661年 - 1673年）頃には九木浦に改称した。廻船の安全な航行や外国船の見張りを目的として、元和2年（1616年）頃には九木崎に灯明台が設置され、寛永12年（1635年）には遠見番所や狼煙場が設置された。
慶長6年（1601年）の検地帳における村高は47石余、『慶長高目録』における村高は46石余、『天保郷帳』や『旧高旧領』における村高は56石余である。慶長6年（1601年）の戸数は43戸であり、寛政5年（1793年）の戸数は97、人口は521、船数は76艘、網数は34だった。天和3年（1683年）には捕鯨を開始し、宝暦4年（1754年）には捕鯨が紀州藩営となったが、明和7年（1770年）に廃止されている。
九鬼漁港は天然の良港であり、風待ちのために諸国の廻船が入港した。天保10年（1839年）完成の『紀伊続風土記』には、「本国三の大湊ありて是其一なり。諸国廻船常に茲に停泊して最繁昌なり」と書かれている。天明元年（1781年）から文久元年（1861年）までの間に、幕府領から江戸に送られる御城米船が214艘も九鬼漁港に入港しており、内海屋や播磨屋などの舟宿が17軒あった。

### 近代

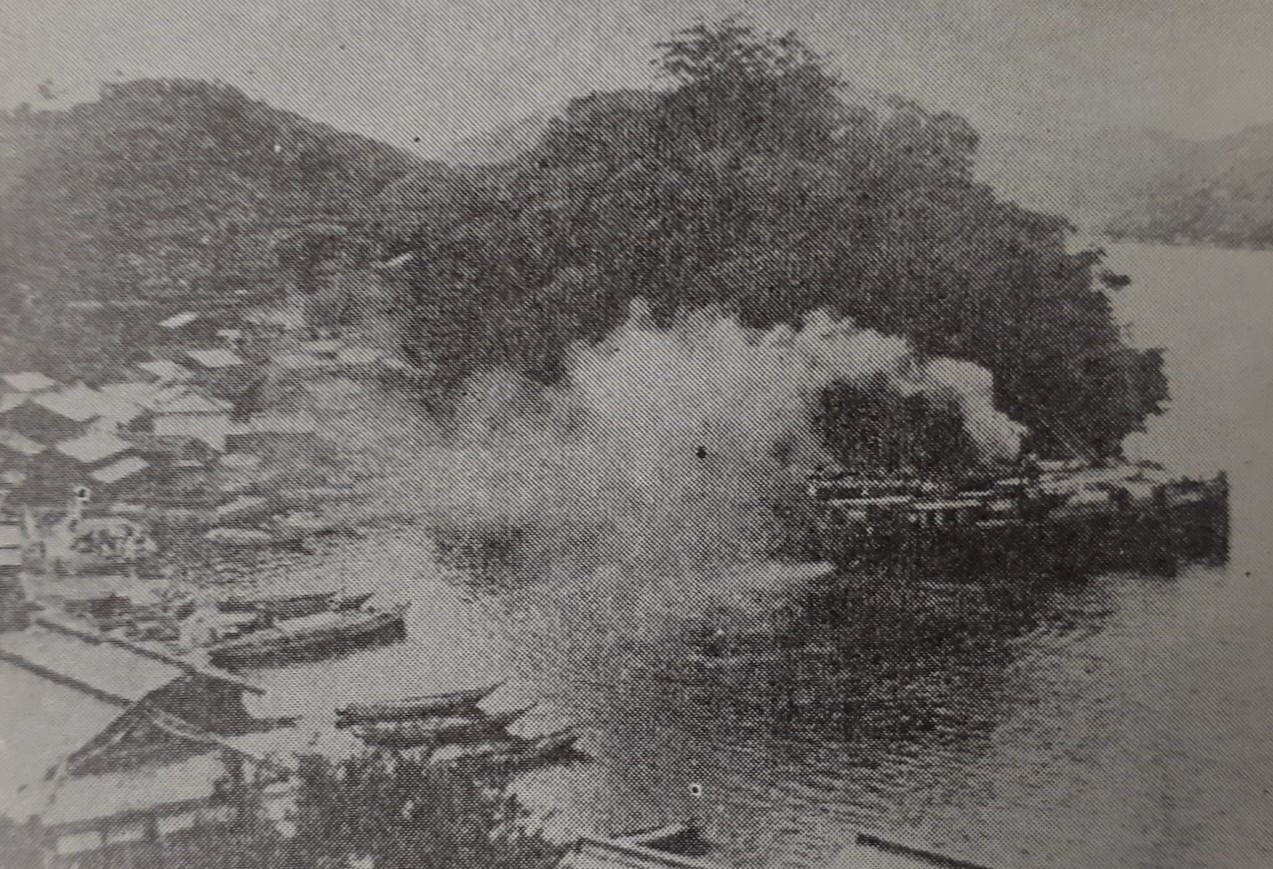
九鬼漁港を出る大阪商船の定期船（1900年）

1869年（明治2年）の戸数は151戸、人口は557人、船数は30艘、網数は16だった。1871年（明治4年）には度会県に属したが、1876年（明治9年）には三重県の所属で落ち着いた。1879年（明治12年）には牟婁郡が分割されて北牟婁郡と南牟婁郡が発足し、九鬼村は北牟婁郡に含まれた。
1877年（明治10年）には九木学校が開校し、当初の児童数は男21人、女2人だった。1889年（明治22年）には町村制の施行によって、行野浦（ゆくのうら）、九木浦（くきうら）、早田浦（はいだうら）が合併して北牟婁郡九鬼村が発足した。九鬼村の大字として行野浦、九木浦、早田浦が設置されている。1909年（明治42年）、行野浦は九鬼村から尾鷲町に編入し、九鬼村の大字は九木浦と早田浦の2つとなった。

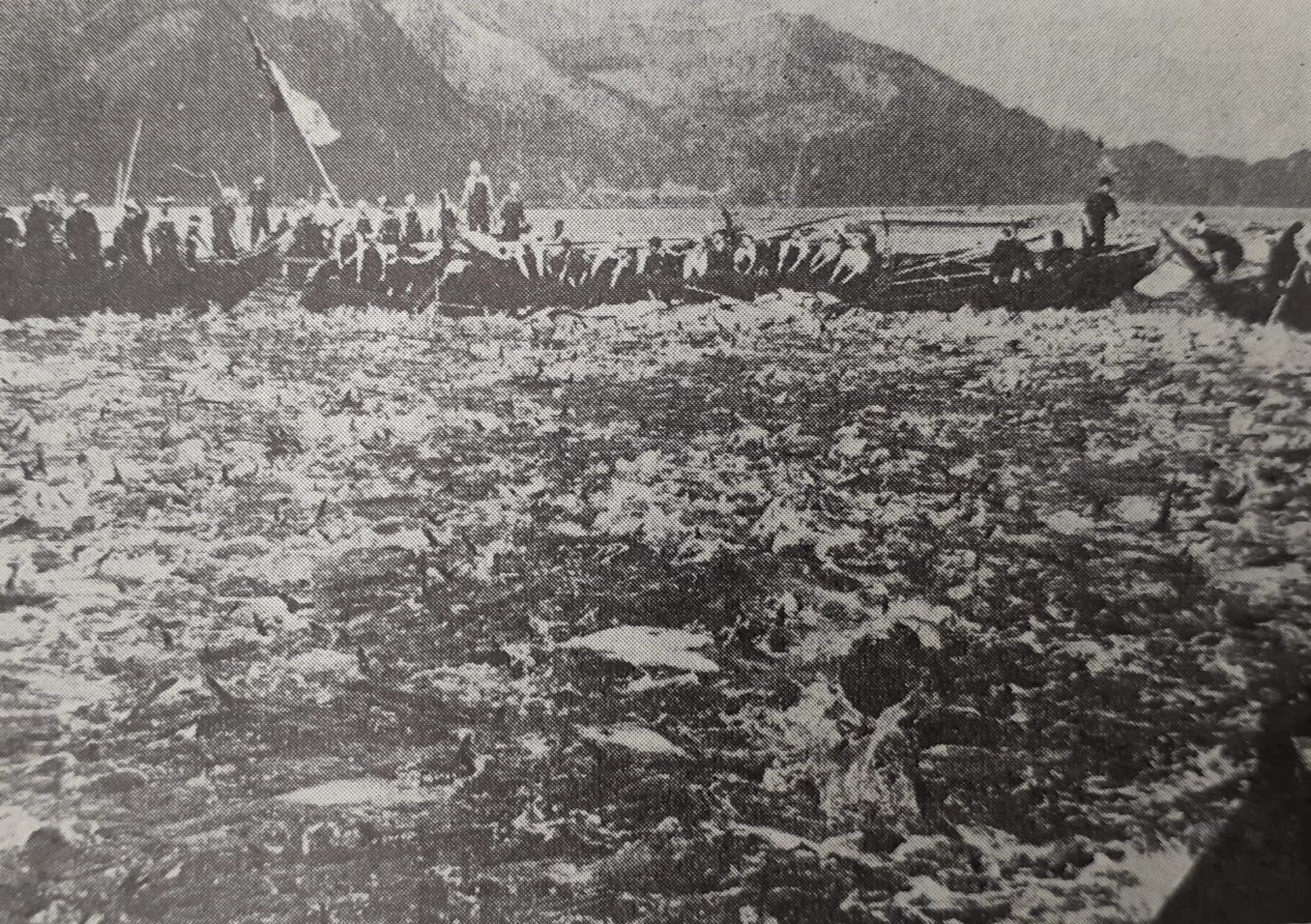
ブリ大敷網による繁栄

1899年（明治32年）、九木崎の北側の毛尻湾に1号ブリ大敷網（定置網）を敷設し、1900年（明治33年）には7万6000円もの水揚げがあった。1900年（明治33年）には1号の東側に2号ブリ大敷網を敷設し、4万尾もの水揚げがあった。
1900年（明治33年）に大阪商船が大阪と名古屋の熱田を結ぶ定期船「熱田・大阪線」（後の「大阪・名古屋線」）を就航させると、同年には九木漁港にも臨時に入港するようになり、1902年（明治35年）には北牟婁郡引本町の島勝漁港とともに正式な寄港地となっている。1920年（大正9年）6月には2日に1便の寄港に減らされたが、陳情活動の結果として1924年（大正13年）からは再び毎日寄港するようになった。
1919年（大正8年）には九木電灯株式会社が設立され、初めて九鬼村に電灯がともされた。1932年（昭和7年）には尾鷲町と九鬼村を結ぶ林道の建設が始まり、1937年（昭和12年）に林道が完成した。
最盛期には商店・銭湯のほか、映画館やビリヤード場も建ち並んだ。

### 現代

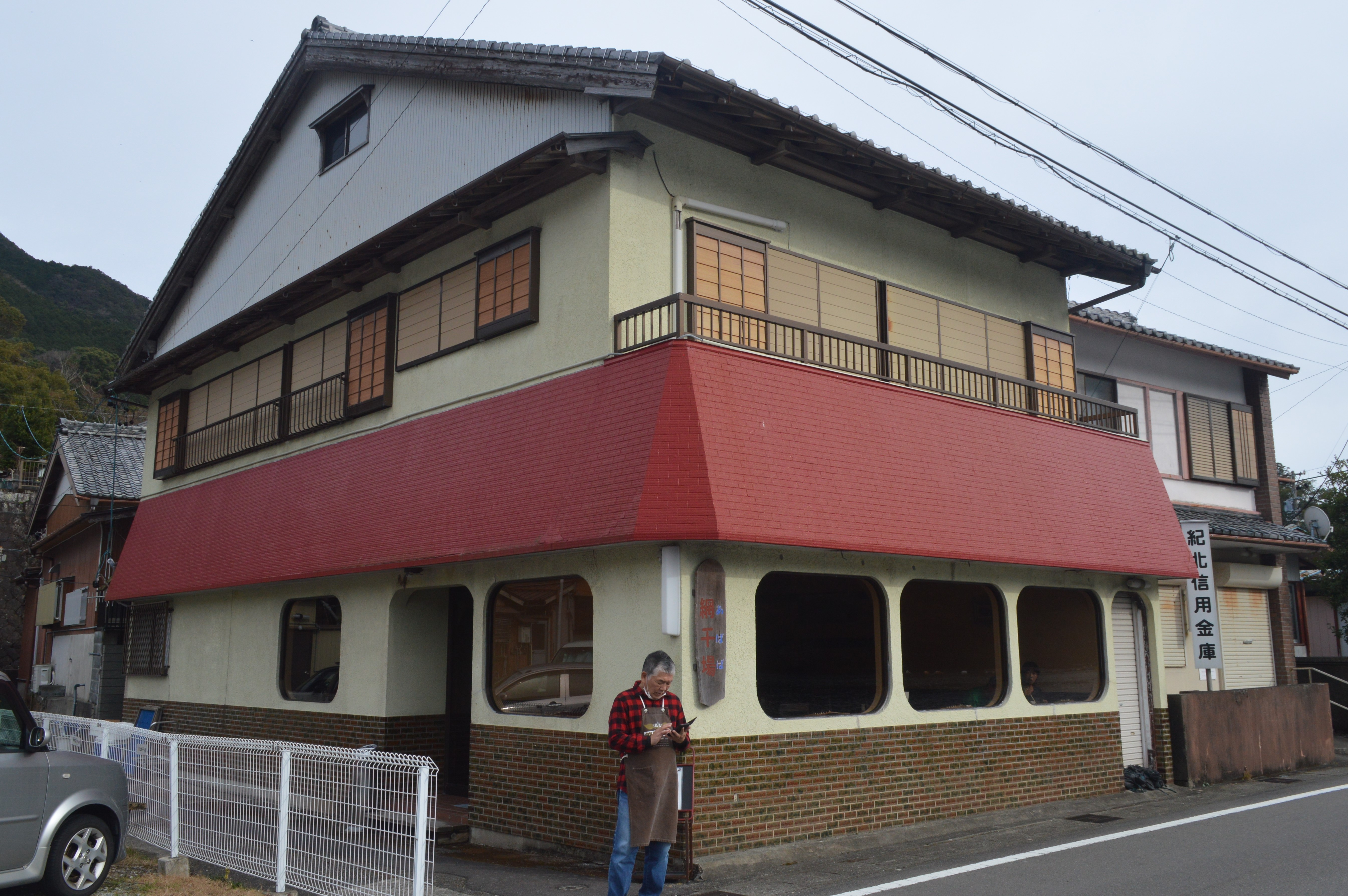
食堂「網干場」

1951年（昭和26年）には尾鷲町と九鬼村を結ぶ林道で国鉄バスの運行が開始された。1954年（昭和29年）6月20日、北牟婁郡尾鷲町、九鬼村、須賀利村、南牟婁郡南輪内村、北輪内村の1町4村が合併して尾鷲市が発足し、町名として九鬼町が設置された。1955年（昭和30年）、九鬼公民館が新築された。
1957年（昭和32年）1月12日、国鉄紀勢東線九鬼駅が開業した。1961年（昭和36年）9月、九鬼町と早田町を結ぶ三重県道が開通し、三重交通バスによるバス路線が設置された。1983年（昭和58年）時点の世帯数は457世帯、人口は1249人。
2005年（平成17年）、町内のすべての飲食店が閉店した。その後、2014年（平成26年）9月に東京都出身の地域おこし協力隊員が着任すると、2015年（平成27年）5月2日にはこの地域おこし協力隊員によって、元・飲食店舗を改修した喫茶店・食堂「網干場」（あばば）が開店した。土日は食堂として、水曜から金曜は喫茶店として営業している。2016年（平成28年）3月には三重県立尾鷲高等学校プログレッシブコースの生徒によって、集落入口に網干場の看板が設置された。2017年（平成29年）には網干場の開店に携わった地域おこし協力隊員が任期を終え、2019年（令和元年）には新たに設立されたNPO法人九鬼ABABA倶楽部が運営者となった。2021年（令和3年）3月28日には「網干場」が食堂としての営業を終了し、4月中旬には喫茶店やワーケーション施設としての営業を開始した。
2018年（平成30年）7月には古民家を改装して古書店のトンガ坂文庫がオープンした。2019年（令和元年）10月には新たな地域おこし協力隊員が着任し、2021年（令和3年）夏にはこの地域おこし協力隊員によって私設観光案内所「けいこの小さな山の家」がオープンした。2023年（令和5年）1月17日から2月19日までの期間限定で、「網干場」にイタリア料理店「食堂アメイル」が出店した。
2021年（令和3年）制定の尾鷲市都市計画マスタープランでは、地域の将来像として「九鬼の歴史伝統文化の再生と地場産業の新たな展開による快適に暮らせるまちづくり」が掲げられた。

### 町名の由来
熊野灘沿岸には、市木・木本・二木島・三木里など木の付く地名が続いており、修験者が九番目に開いた修験道の地を意味するのではないかという説がある。

## 経済
2020年（令和2年）の国勢調査による15歳以上の就業者数は119人で、産業別では多い順に漁業（28人・23.5%）、卸売業・小売業（26人・21.8%）、医療・福祉（14人・11.8%）、製造業（10人・8.4%）、建設業（8人・6.7%）となっている。2016年（平成28年）の経済センサスによると、全事業所数は30事業所、従業者数は126人である。具体的には多い順に、卸売業・小売業が9、農林漁業が4、製造業、建設業、宿泊業・飲食サービス業、サービス業（政治・経済・文化団体、宗教）が各3、水運業、協働組織金融業、洗濯・理容・美容・浴場業、医療業、郵便局が各1事業所となっている。全30事業所のうち、20事業所が個人経営で、22事業所が従業員4人以下の小規模事業所である。
2015年（平成27年）の農林業センサスによると、九鬼町の農林業経営体数は1経営体（林業経営体のみ）、農家数は0戸、田はなく、畑が1 haある。

### 漁業

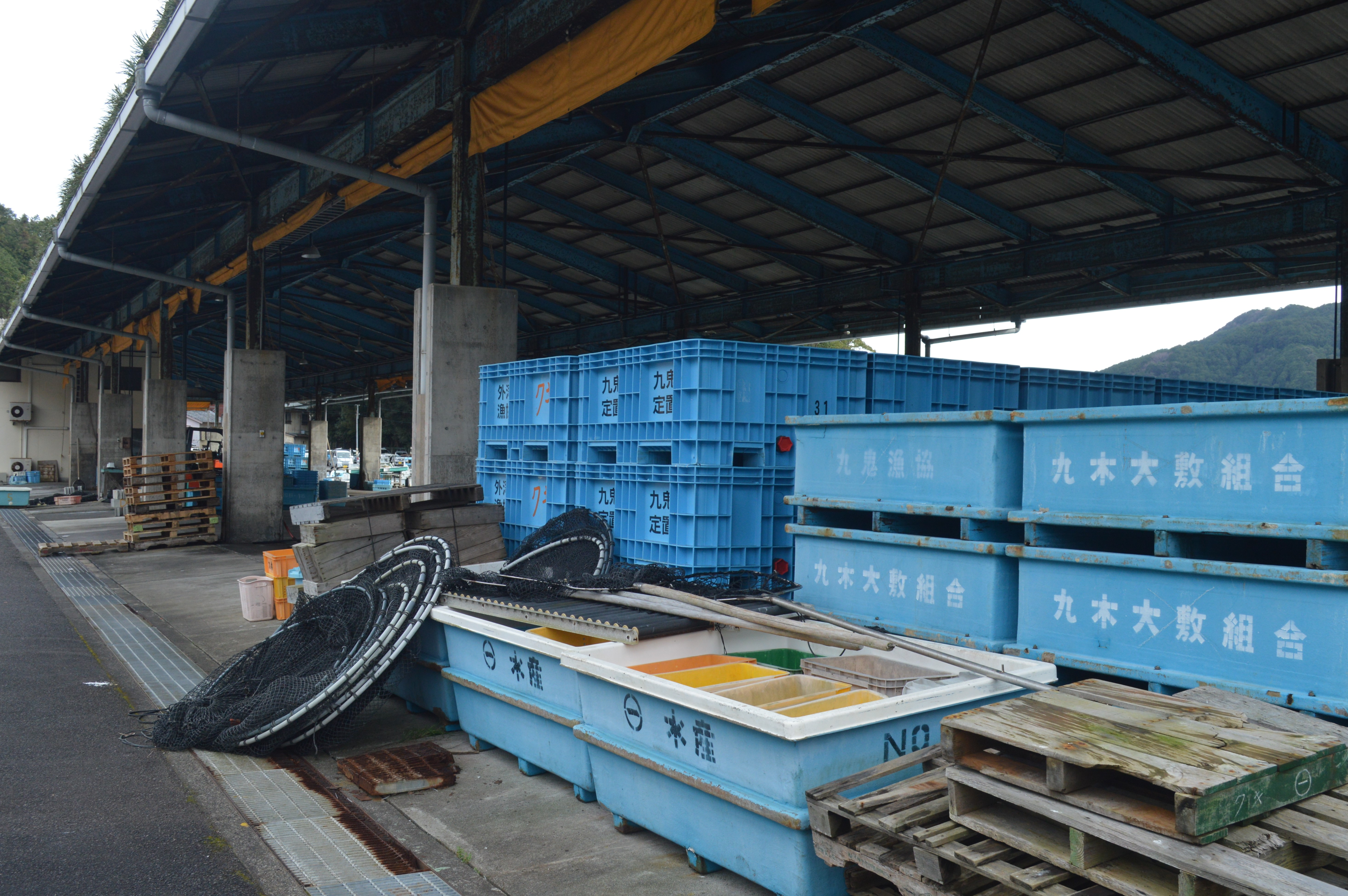
九鬼漁港

九木漁港は太平洋の熊野灘に面する九鬼湾（九木湾）に位置し、三方を山に囲まれているため水域は穏やかである。熊野灘地区は地形が急峻で天然礁が少ないため、沖合漁業（近海漁業）の比重が高く、相対的に漁船規模も大きい。黒潮の影響で回遊魚が来遊するため、ブリを主とする大型定置網が設置されている。明治から昭和にかけて、九鬼はブリ定置網における「日本三大漁場」の一つとされていた。
2018年（平成30年）の漁業センサスによると、九鬼の漁業経営体数は23経営体であり、うち21経営体が個人経営体で、残る2経営体は会社経営である。2経営体が大型定置網、7経営体が小型定置網を主に営む。漁業就業者数は35人でうち21人が自営漁家、11人が被雇用者、残る3人は漁業経営役員である。
1980年代には揚繰網、刺し網、一本釣りなどの沿岸漁業、タイやアジなどの養殖業も盛んであり、海産物加工場も有する。2018年（平成30年）の主要漁法は小型定置網（12経営体）と刺し網（10経営体）で、養殖業はマダイ養殖の1経営体のみとなった。2017年（平成29年）の水産物陸揚量は、属人陸揚量・属地陸揚量ともに1252トン、陸揚金額が4億8600万円だった。主な魚種はブリ類、サバ類、マアジ、カタクチイワシだった。陸揚量・陸揚金額ともに、尾鷲市域と熊野市域の漁港としては三木浦漁港に次いで高かった。
九鬼町には九鬼漁業協同組合があったが、県内12漁協の広域合併により2010年（平成22年）2月1日に三重外湾漁業協同組合が発足した。2022年（令和4年）4月現在、三重外湾漁協紀州地区尾鷲事業所九鬼が所管する。

## 教育

### 小学校

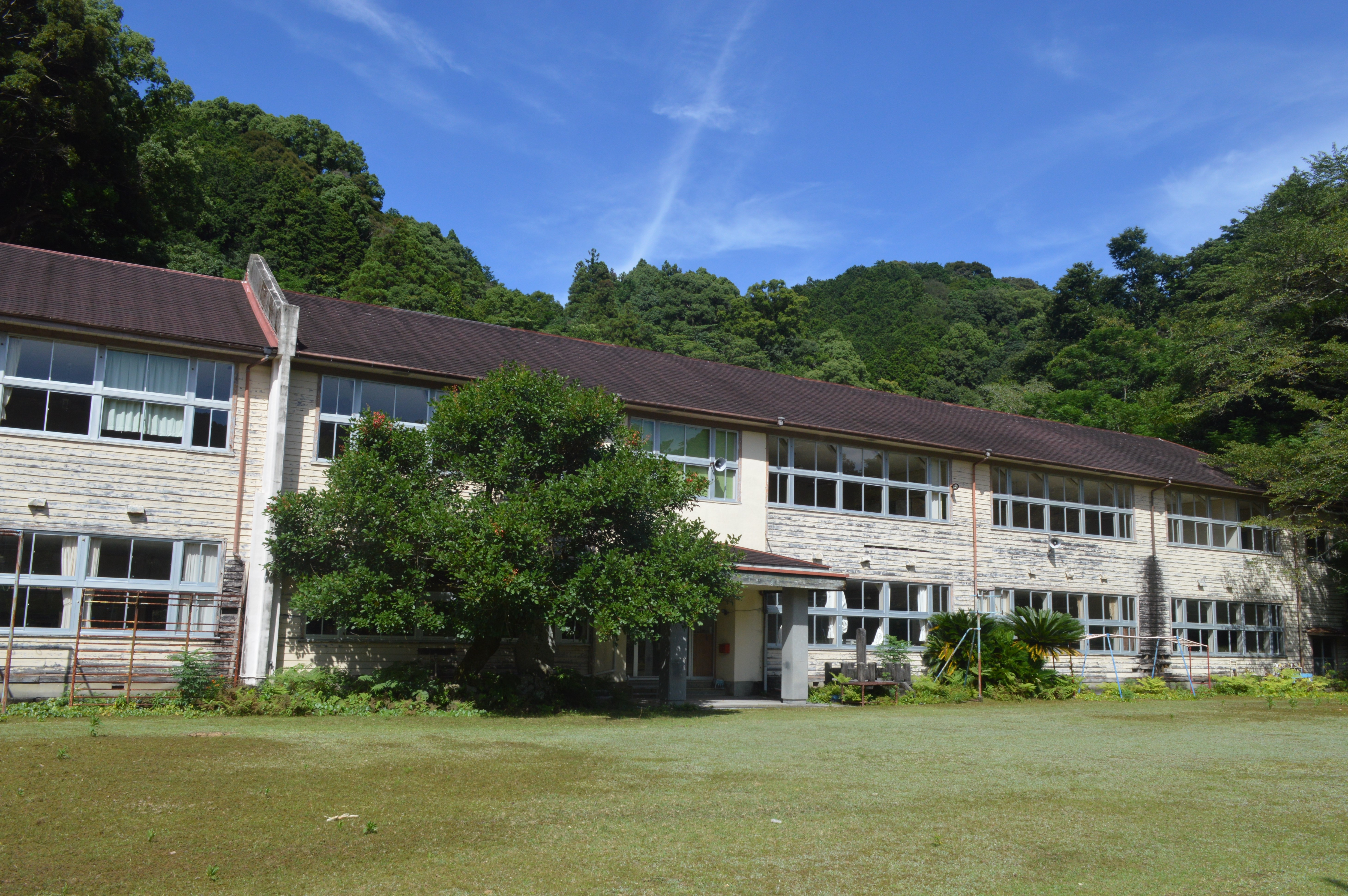
尾鷲市立九鬼小学校

1874年（明治7年）10月25日、三重県北牟婁郡の九木浦と早田浦を学区とする九木学校として創立し、1877年（明治10年）に正式に認可された。当初の真巌寺を借用して授業を行っていたが、1883年（明治16年）には九木漁港近くに移転し、1901年（明治34年）10月には九木神社の北側の高台の現在地に移転した。
1954年（昭和29年）6月20日には尾鷲市の発足によって尾鷲市立九鬼小学校に改称したが、校名が九木小学校から九鬼小学校となったのはこの際である。ピークの1959年（昭和34年）には407人の児童が在籍していたが、1980年（昭和55年）には児童数が100人を下回り、1987年（昭和62年）には尾鷲市立早田小学校を統合した。
2010年（平成22年）3月に閉校し、尾鷲市立賀田小学校に統合された。1938年（昭和13年）頃竣工の木造講堂や1953年（昭和28年）頃竣工の木造校舎が現存している。

### 中学校

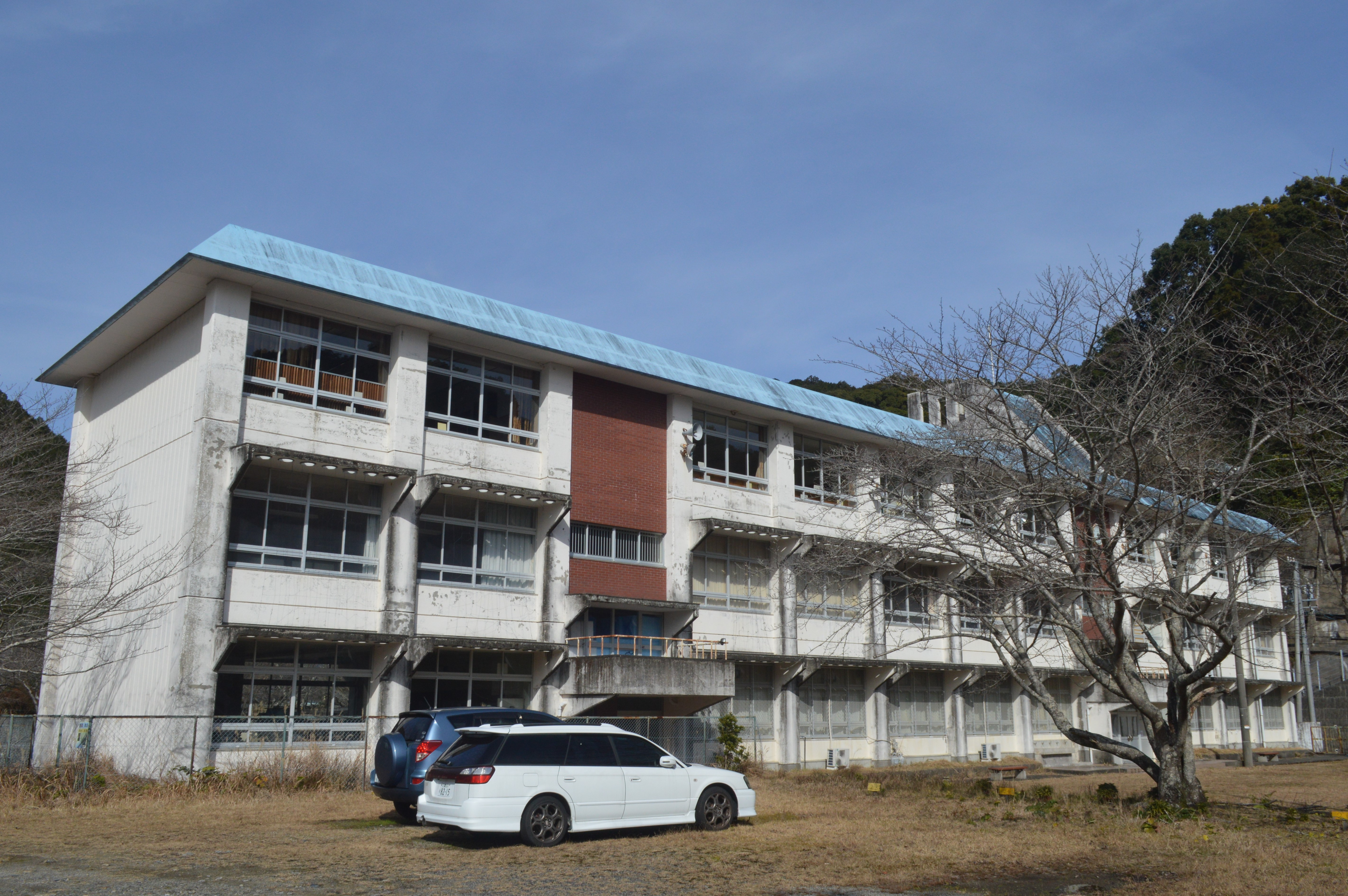
尾鷲市立九鬼中学校

1947年（昭和22年）には九鬼村立九鬼中学校が創立され、1954年（昭和29年）6月20日には尾鷲市の発足によって尾鷲市立九鬼中学校に改称した。ソフトテニス部は三重県でも有数の強豪校であり、2002年（平成14年）には三重県中学校ソフトテニス大会の男子学校対抗で9年ぶり8度目の優勝を果たした。
九鬼中学校出身のソフトテニス選手として神崎公宏がいる。
2009年（平成21年）3月に閉校となり、尾鷲市立輪内中学校に統合された。同年3月10日に行われた最後の卒業式では送辞としてアンジェラ・アキからのビデオレターが放送された。同年3月27日には閉校式が行われ、2人の卒業生によって獅子舞の九鬼神楽が披露された。

## 交通

### 陸路
鉄道
- ■JR紀勢本線

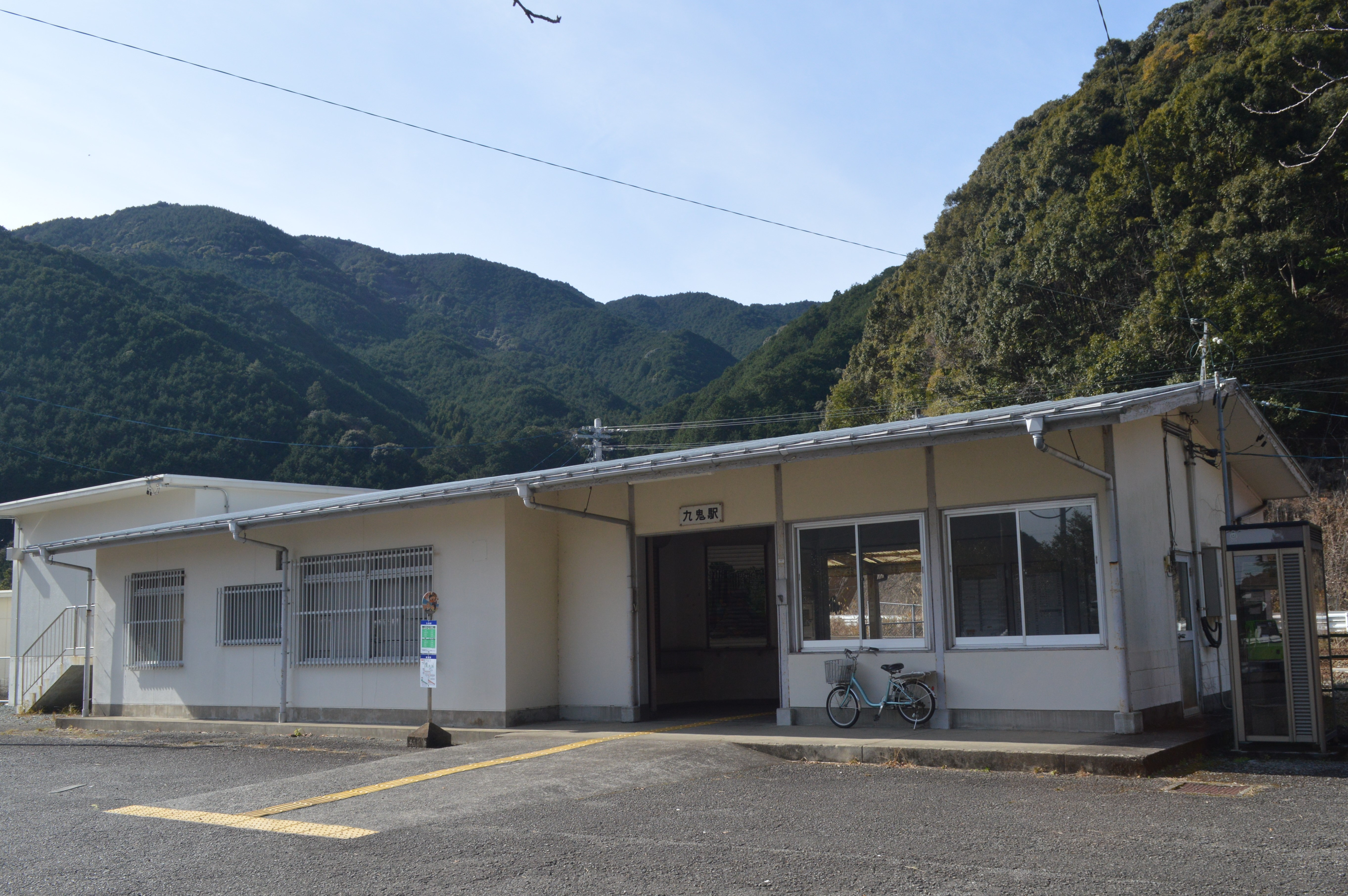
九鬼駅

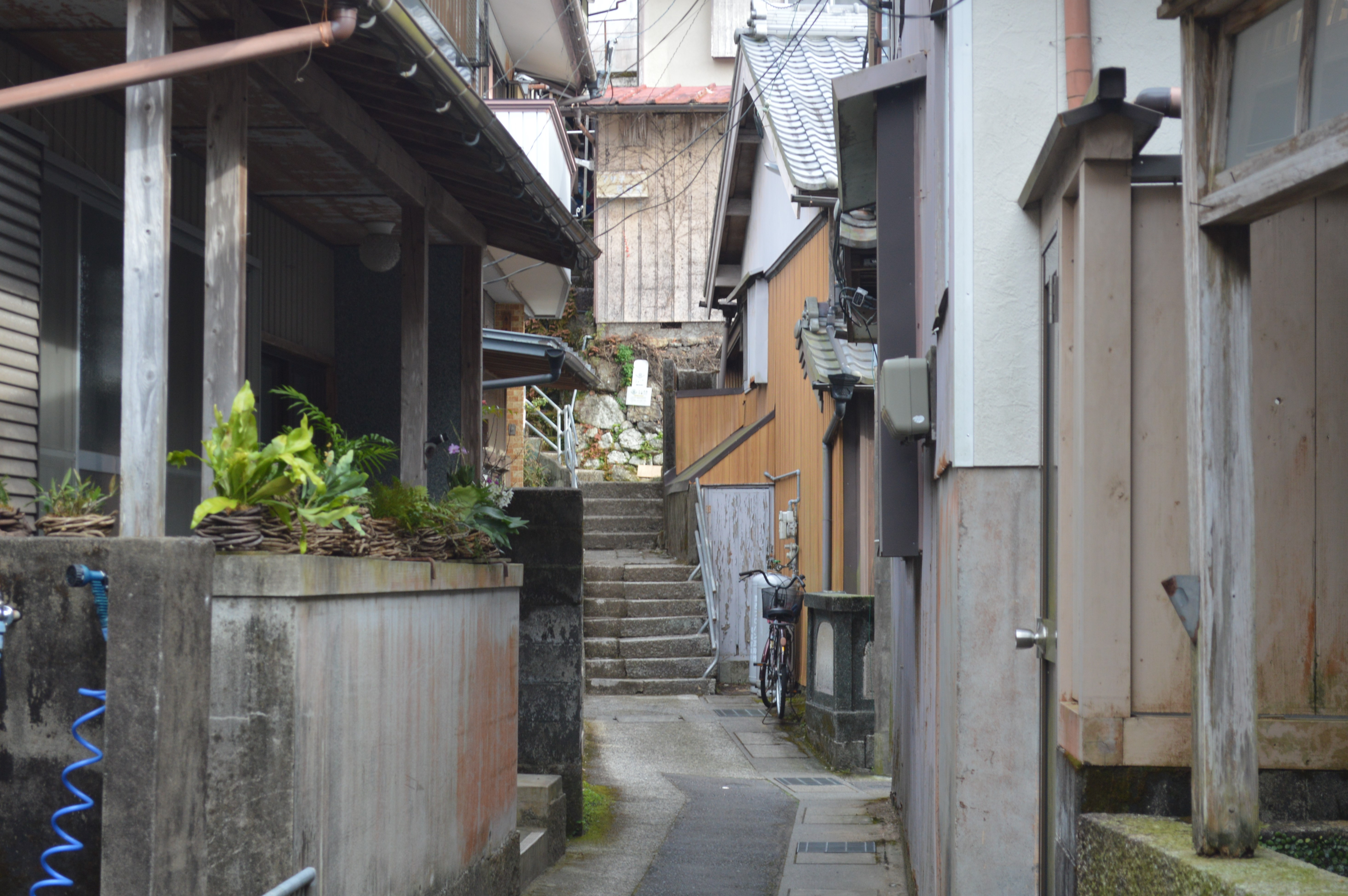
集落内の通路

  - （尾鷲方面） - 九鬼トンネル - 九鬼駅 - 名柄トンネル - （熊野市方面）

九鬼駅は九鬼集落の西端にある。集落の中心部まで1キロメートルほど離れており、徒歩15分程度である。
路線バス
九鬼町には、九鬼町・漁業組合前・診療所前・中学校前・梅の輪・九鬼駅の6つのバス停がある。
- ■尾鷲市ふれあいバス九鬼・早田線[64]
  - 尾鷲駅
  - 瀬木山
  - 早田
  - 三木浦

道路
集落の内部には漁村特有の階段状の通路が見られる。集落の奥には登山道が続く。
- 国道311号
- 三重県道574号九鬼港線 - 九木漁港に沿って通り、東端は九木神社である[1]。
- 三重県道778号中井浦九鬼線
- 熊野古道伊勢路

### 海路
明治時代後半には紀伊半島の各港に大阪商船の定期船が出入港していた。鉄道網の発達とともに海上交通の重要性が薄れていき、1929年（昭和4年）には「大阪・名古屋線」が摂陽商船に引き継がれて貨物専用船となると、太平洋戦争後には路線そのものが廃止された。

## 名所・旧跡・祭事

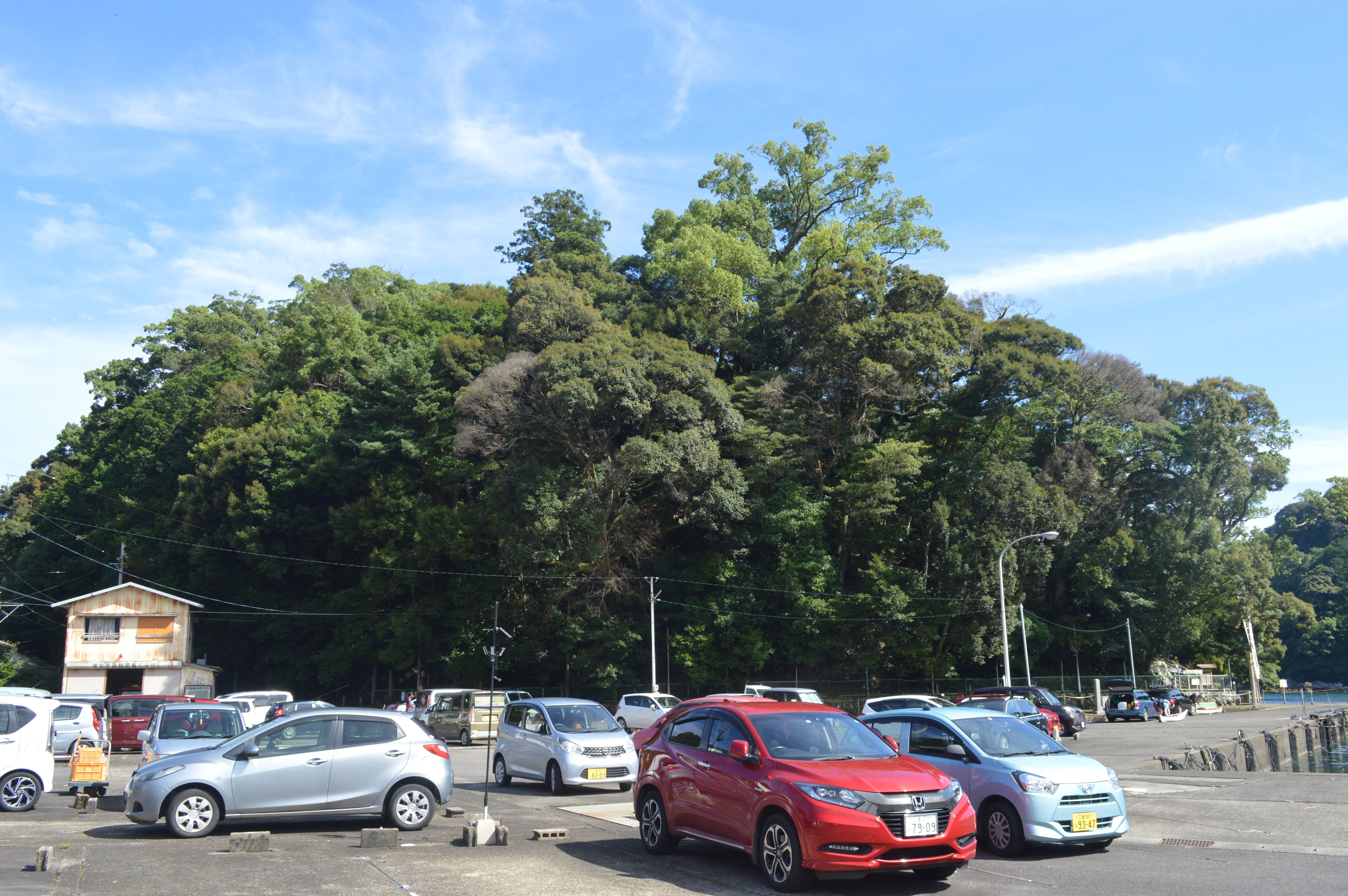
九木神社樹叢

- 九木神社 - 祭神は菅原道真[66]。社格は旧村社[66]。熊野灘の九鬼湾入口にある半島状の岬の上にあり[67]、亜熱帯性および暖帯性の樹叢に覆われた九木神社樹叢は国の天然記念物[66]。永和年間（1375年～1379年）に九鬼城の隅に建てられた祠が創始であり、寛文2年（1662年）に現在地に遷宮された[66][68]。
- 真巌寺 - 曹洞宗の寺院。山号は医王山[69]。本尊は薬師如来。正平元年（1346年）に九鬼氏の祖である九鬼隆信によって創建され[70]、寛永21年（1644年）に現在地に再建された[69]。嘉暦4年（1329年）の墨書銘がある本尊は三重県指定文化財。1877年（明治10年）に九木学校が設立された際の所在地は真巌寺だった[50]。神奈川県相模原市緑区津久井にある功雲寺の末寺[69]。
- 九木神社樹叢 - 国の天然記念物。古くから九木浦の漁師には魚つき林として保護されてきた[71]。希少なシダ植物であるリュウビンタイなどの亜熱帯性植物が生育している[71]。ヘゴ属のクサマルハチが本州で最初に発見された場所であり[72][73]、日本における分布の北限でもあることから、植物分布地理学において重要な場所とされる[67]。
- 九木崎樹叢 - 古くから魚つき林として保護されてきた原生林である[7]。スダジイやカゴノキなどの暖帯林、リュウビンタイなどのシダ植物群落の保存状態が良く、1964年（昭和39年）に三重県天然記念物に指定された[7]。1975年（昭和50年）には集落を除く半島部分全域が吉野熊野国立公園に追加指定され、九木崎樹叢を含む100.2ヘクタールは特別保護地区となった[7]。
- 尾鷲九鬼浦の正月行事 - 豊漁・豊作・安全を祈願する行事。にらくら祭りやブリ祭りなどからなる。国の選択無形民俗文化財。
- 岬神社 - 九木神社の脇から徒歩20分ほど進んだ先にある神社[12]。4月に祭礼が行われる[12]。社殿の前に灯台がある[12]。
- 八鬼山健康とゆとりの森（さくらの森ゾーン） - 熊野灘・志摩半島・那智山などを望む[74]。

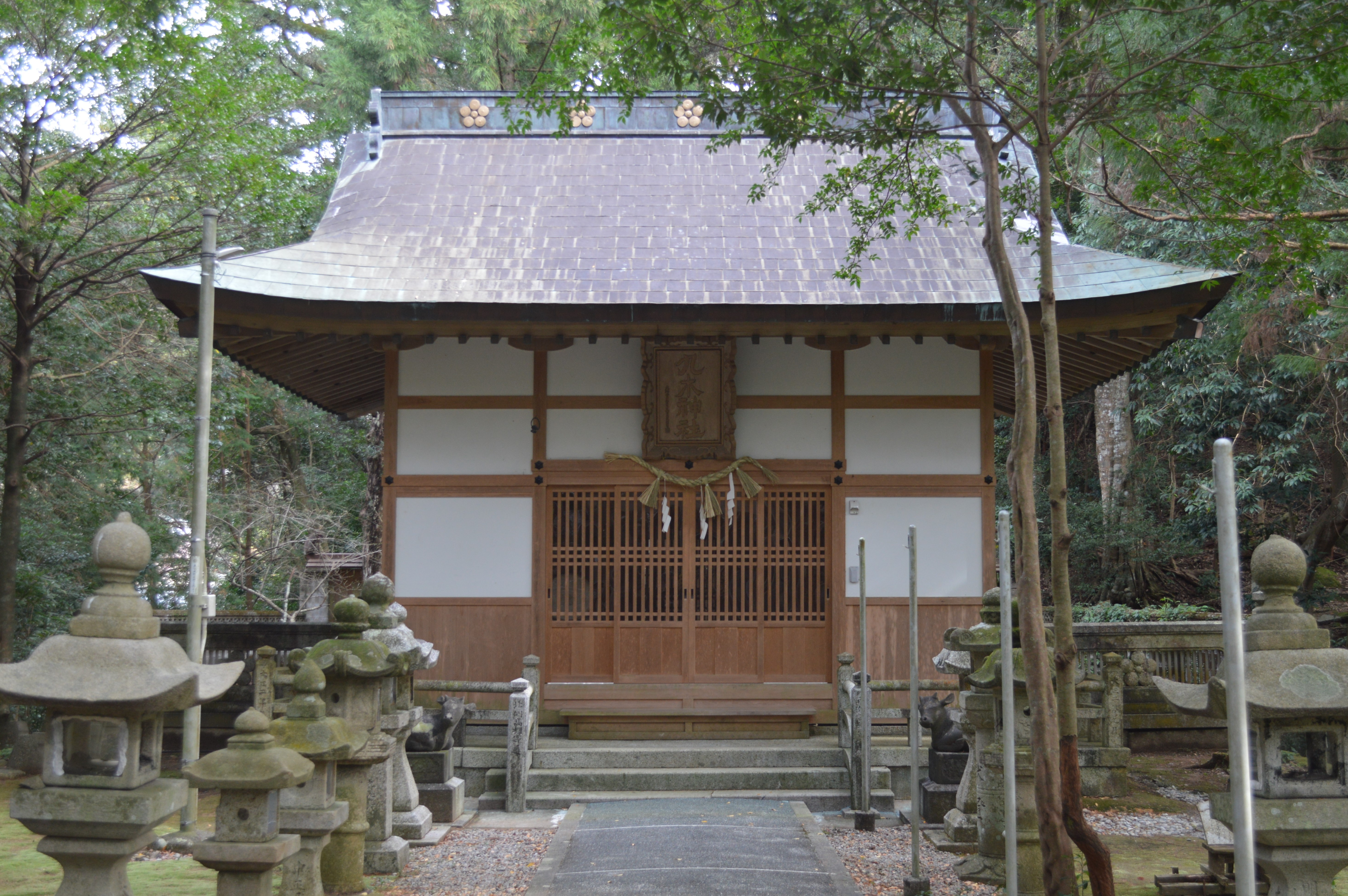
九木神社
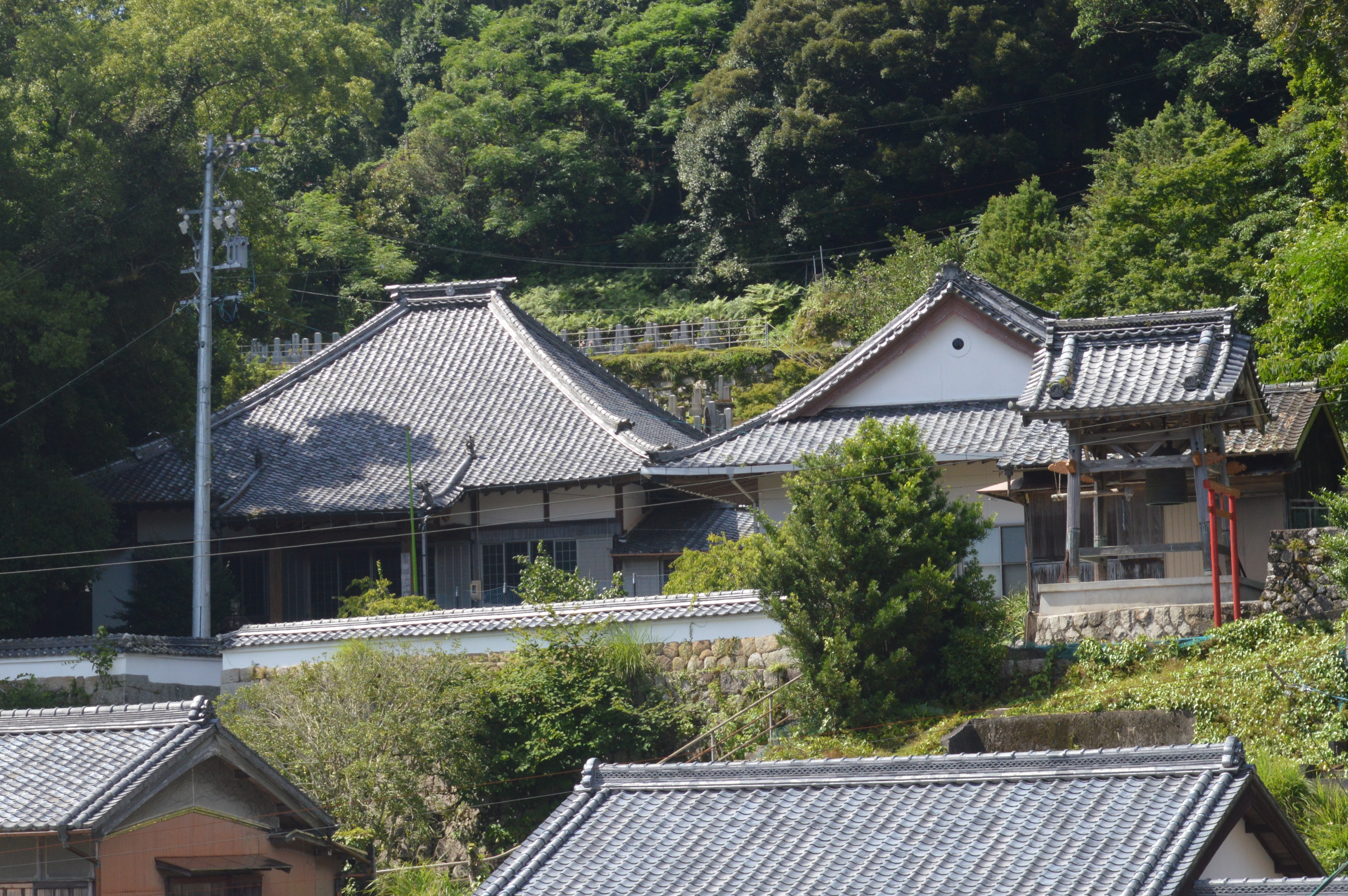
真巌寺
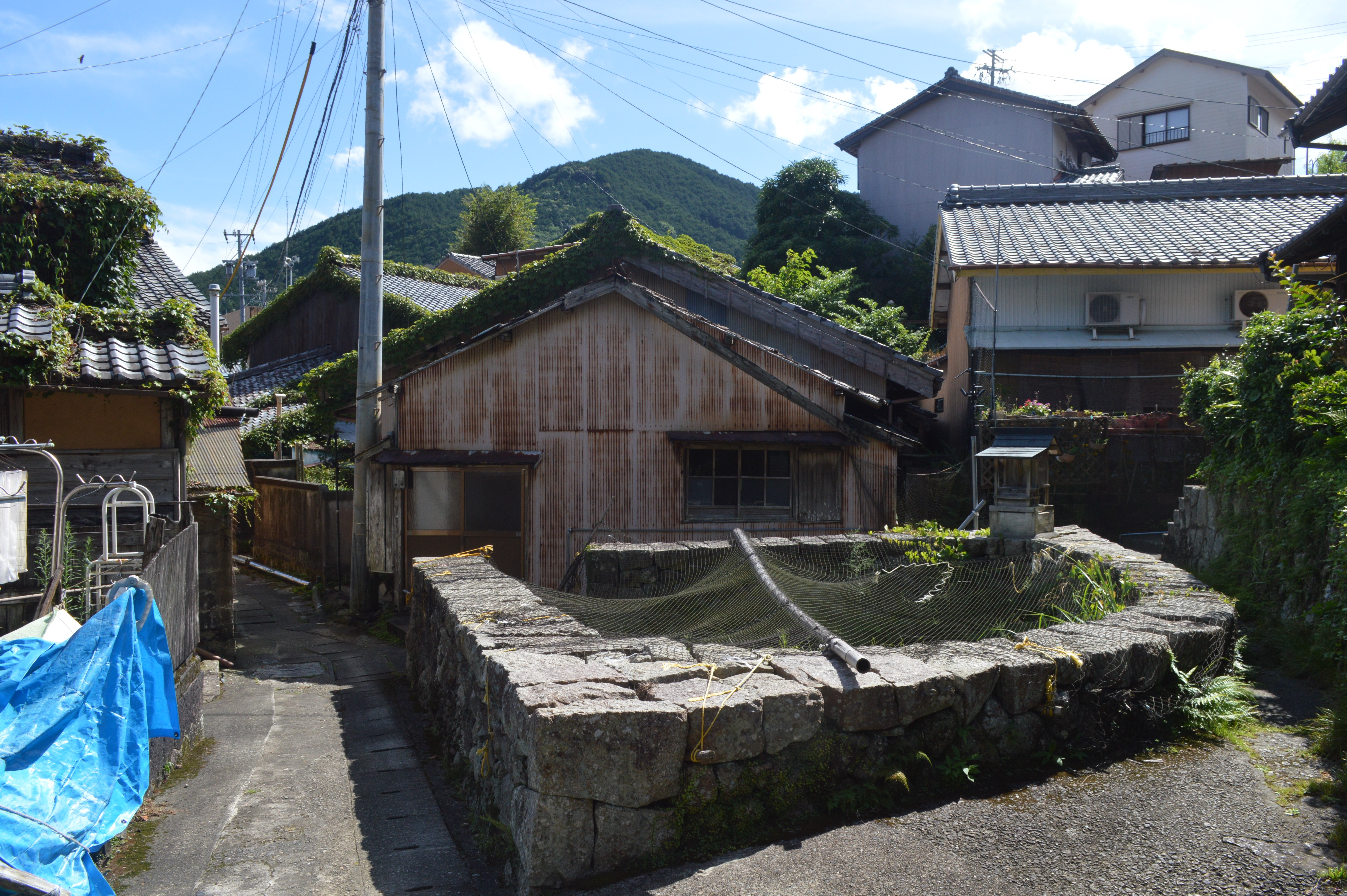
にらくら

### オハイ
オハイは、九木崎にある岩場の景勝地。漢字では「大配」と書き、大きな崖・淵を意味する。元々は、好漁場として知る人ぞ知る場所であった。
オハイの奥まで日光が差し込むと、海面が深い青色（エメラルドグリーン）に輝き、この様子が2020年（令和2年）頃から「オハイブルー」と呼ばれてSNSで注目され始め、NHKの『あさイチ』でも取り上げられた。これに対して、地元では有志がオハイまでの道を整備し、2022年（令和4年）8月から業者がオハイでのクルージングを開始した。また、三重県立熊野古道センターが2022年（令和4年）12月に実施したオハイへのツアーには、定員の2倍の応募があった。三重県観光連盟は「行けば必ず感動するスポット」と紹介している。
陸路でオハイに行くには、九鬼町の集落から往復約3時間の山道を越える必要がある。このことを知らず、軽装で山に入る人もいる。山道の途中にも集落内にもトイレはなく、水分補給を十分に行わない訪問者が熱中症になるケースが多い。山中での捻挫や滑落、迷子などで救助が必要な状態に陥ったり、無断駐車をしたり、岸壁でクライミングをして金具を残していったりなど、トラブルや迷惑行為が増加してきたことから、2023年（令和5年）に尾鷲市は住民などが参加する会議を設け、対策に乗り出すこととなった。

## 銘菓

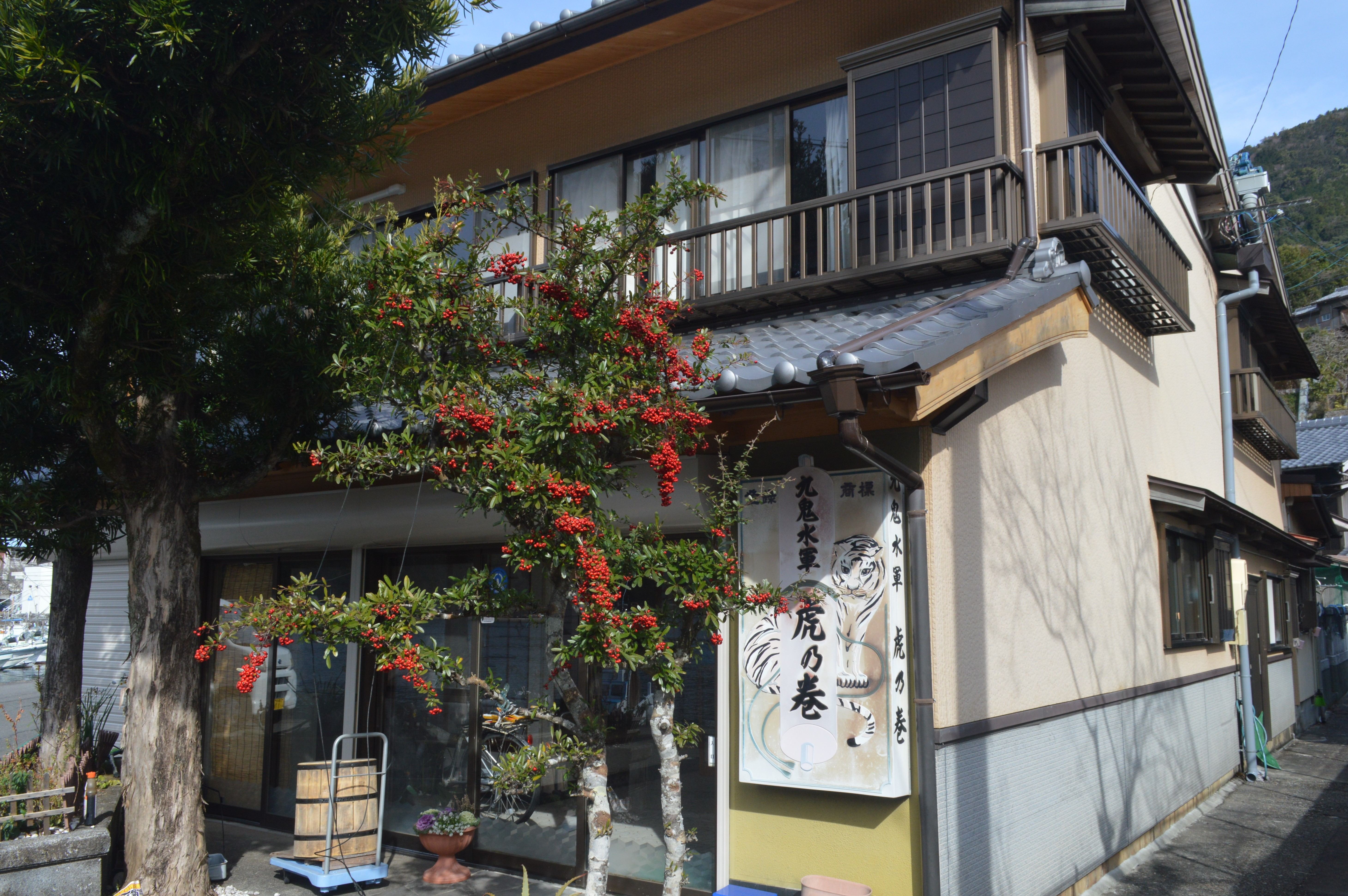
錦花堂

### 九鬼水軍 虎の巻
町内にある和菓子店である錦花堂が生産する菓子。九鬼水軍の戦法を記した虎の巻をイメージした菓子で、カステラ生地であんこを巻いたものである。（あんこの代わりにクリームが入ったものもある。）柔らかな食感とやさしい甘さが特徴である。
商品名は「虎の巻」であるが、地域住民からは「とらまき」と呼ばれている。虎の巻は長さ20センチメートルで、食べやすい形にした「クリームとらちゃん」という派生商品もある。